# Goniobranchus
Goniobrauchus je rod mořských plžů z čeledi Chromodorididae.

## Taxonomie
Rod Goniobranchus byl popsán Peasem v roce 1866, ale byl považován za synonymní k rodu Chromodoris až do roku 2012, kdy začal být znovu používán pro skupinu vývojově podobných plžů na základě analýzy DNA.

## Druhy
- Goniobranchus albomaculatus Pease, 1866
- Goniobranchus albonares (Rudman, 1990)
- Goniobranchus albopunctatus Garrett, 1879
- Goniobranchus albopustulosus (Pease, 1860)
- Goniobranchus alderi (Collingwood, 1881)
- Goniobranchus alius (Rudman, 1987)
- Goniobranchus annulatus (Eliot, 1904)
- Goniobranchus aureomarginatus (Cheeseman, 1881)
- Goniobranchus aureopurpureus (Collingwood, 1881)
- Goniobranchus aurigerus (Rudman, 1990)
- Goniobranchus cavae (Eliot, 1904)
- Goniobranchus cazae (Gosliner & Behrens, 2004)
- Goniobranchus charlottae (Schrödl, 1999)
- Goniobranchus coi (Risbec, 1956)
- Goniobranchus collingwoodi (Rudman, 1987)
- Goniobranchus conchyliatus (Yonow, 1984)
- Goniobranchus daphne (Angas, 1864)
- Goniobranchus decorus (Pease, 1860)
- Goniobranchus epicurius (Basedow & Hedley, 1905)
- Goniobranchus fidelis (Kelaart, 1858)
- Goniobranchus galactos (Rudman & S. Johnson, 1985)
- Goniobranchus geminus (Rudman, 1987)
- Goniobranchus geometricus (Risbec, 1928)
- Goniobranchus gleniei (Kelaart, 1858)
- Goniobranchus heatherae (Gosliner, 1994)
- Goniobranchus hintuanensis (Gosliner & Behrens, 1998)
- Goniobranchus hunterae (Rudman, 1983)
- Goniobranchus kitae (Gosliner, 1994)
- Goniobranchus kuniei (Pruvot-Fol, 1930)
- Goniobranchus lekker (Gosliner, 1994)
- Goniobranchus loringi (Angas, 1864)
- Goniobranchus multimaculosus (Rudman, 1987)
- Goniobranchus naiki (Valdés, Mollo & Ortea, 1999)
- Goniobranchus obsoletus (Rüppell & Leuckart, 1831)
- Goniobranchus petechialis (Gould, 1852)
- Goniobranchus preciosus (Kelaart, 1858)
- Goniobranchus pruna (Gosliner, 1994)
- Goniobranchus reticulatus (Quoy & Gaimard, 1832)
- Goniobranchus roboi (Gosliner & Behrens, 1998)
- Goniobranchus rubrocornutus (Rudman, 1985)
- Goniobranchus rufomaculatus (Pease, 1871)
- Goniobranchus setoensis (Baba, 1938)
- Goniobranchus sinensis (Rudman, 1985)
- Goniobranchus tennentanus (Kelaart, 1859)
- Goniobranchus tinctorius (Rüppell & Leuckart, 1828)
- Goniobranchus trimarginatus (Winckworth, 1946)
- Goniobranchus tritos (Yonow, 1994)
- Goniobranchus tumuliferus (Collingwood, 1881)
- Goniobranchus verrieri (Crosse, 1875)
- Goniobranchus vibratus (Pease, 1860)
- Goniobranchus woodwardae (Rudman, 1983)

## Galerie

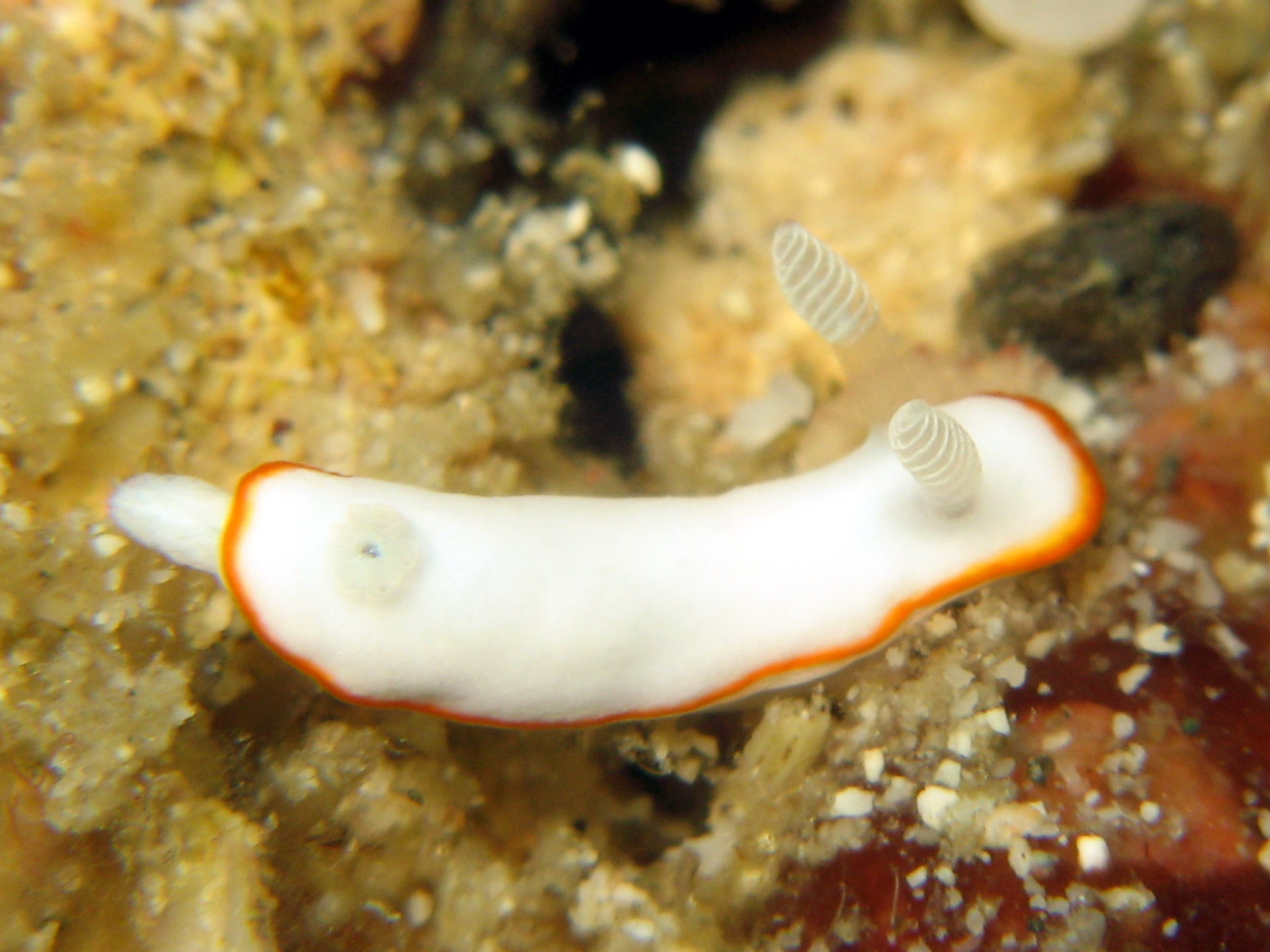
Goniobranchus albonares
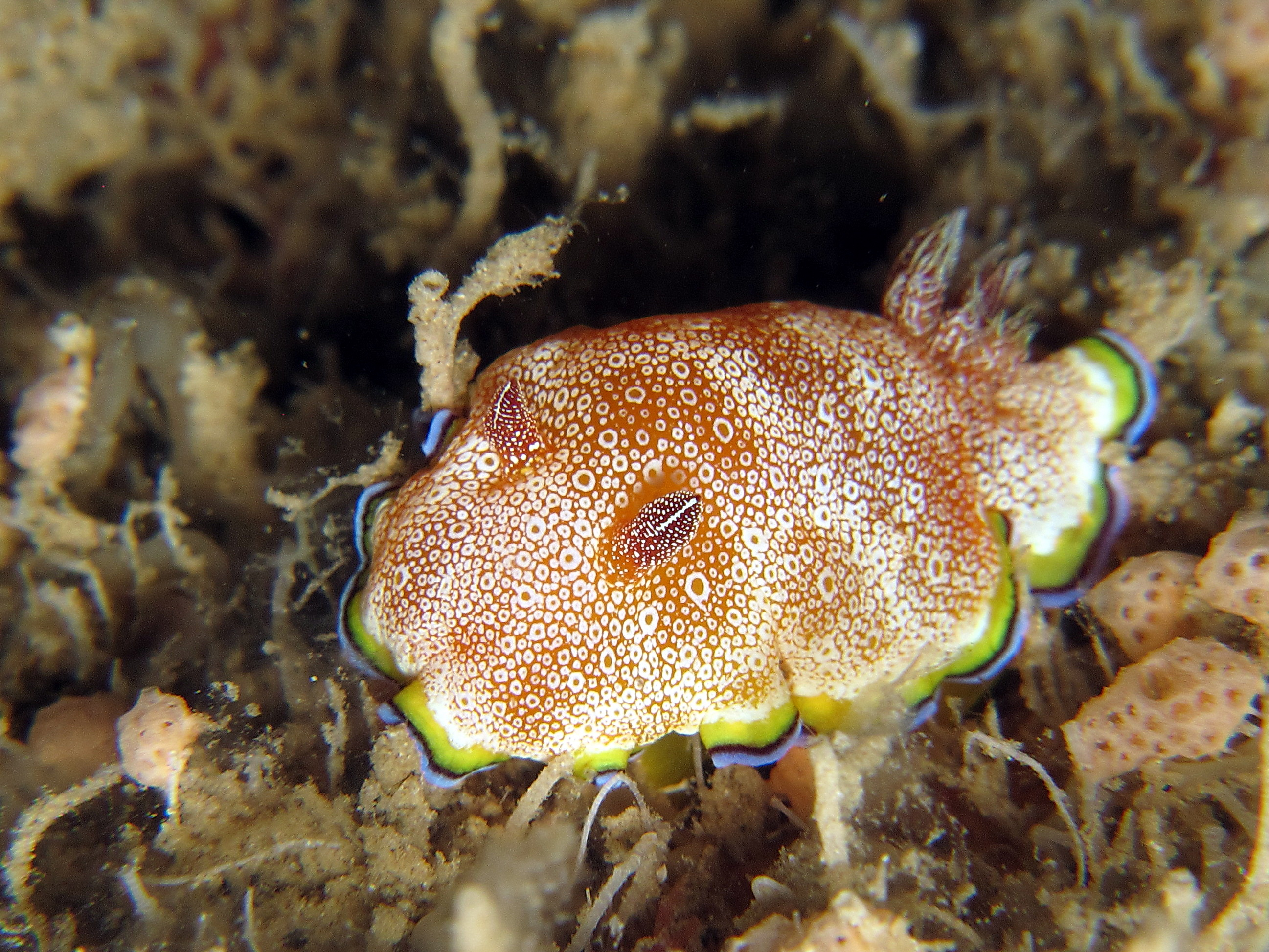
Goniobranchus albopunctatus
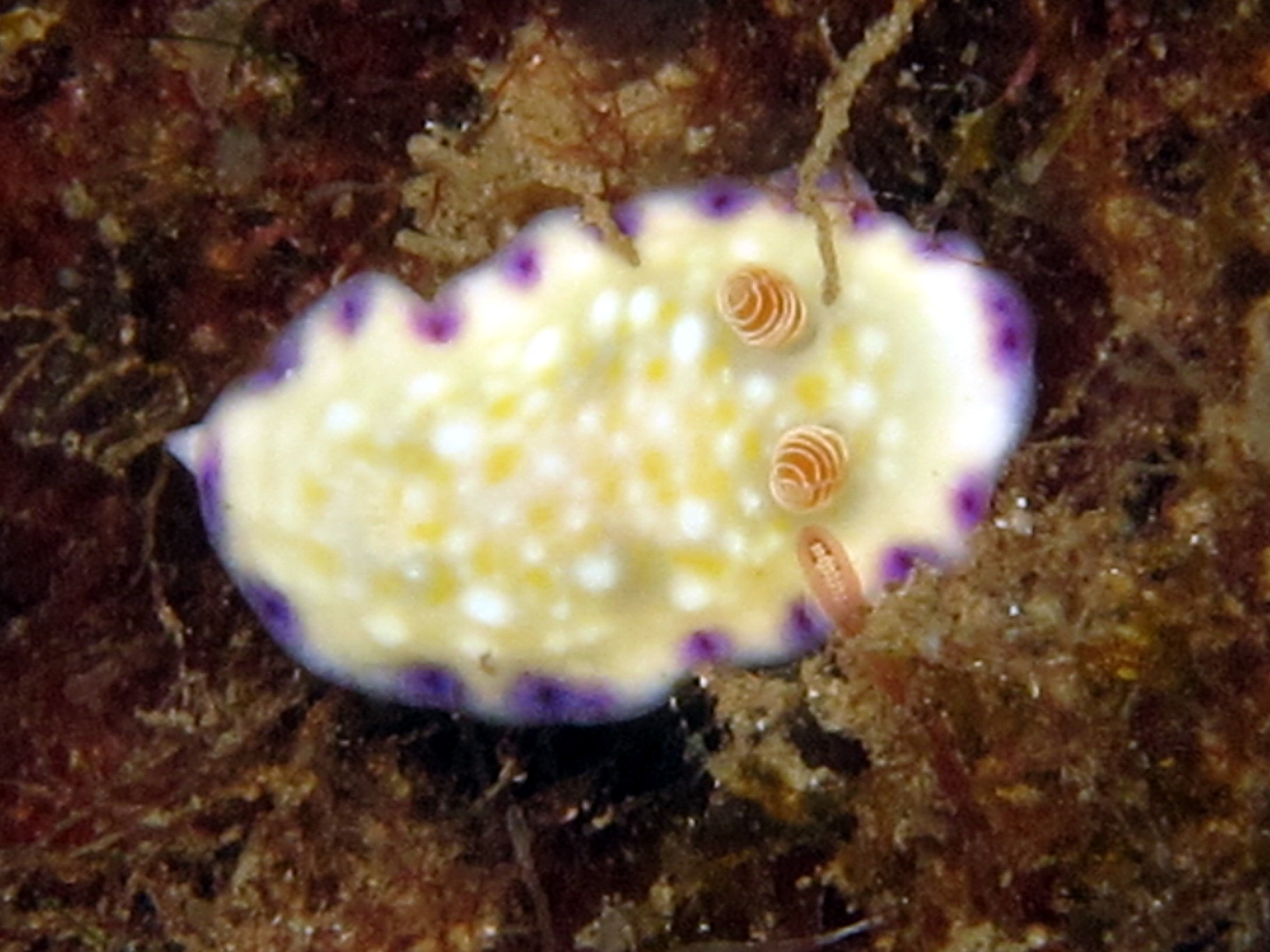
Goniobranchus albopustulosus
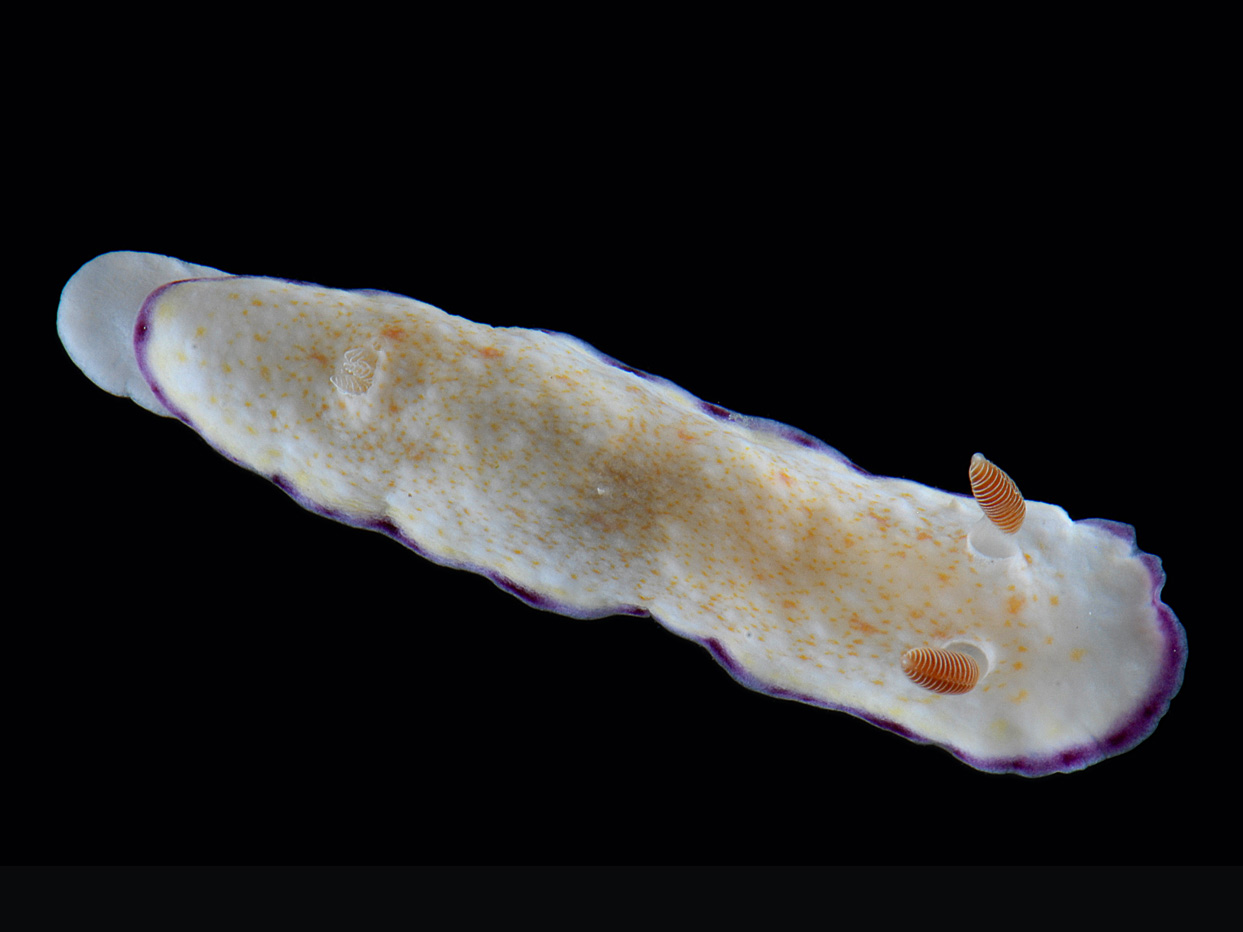
Goniobranchus alius
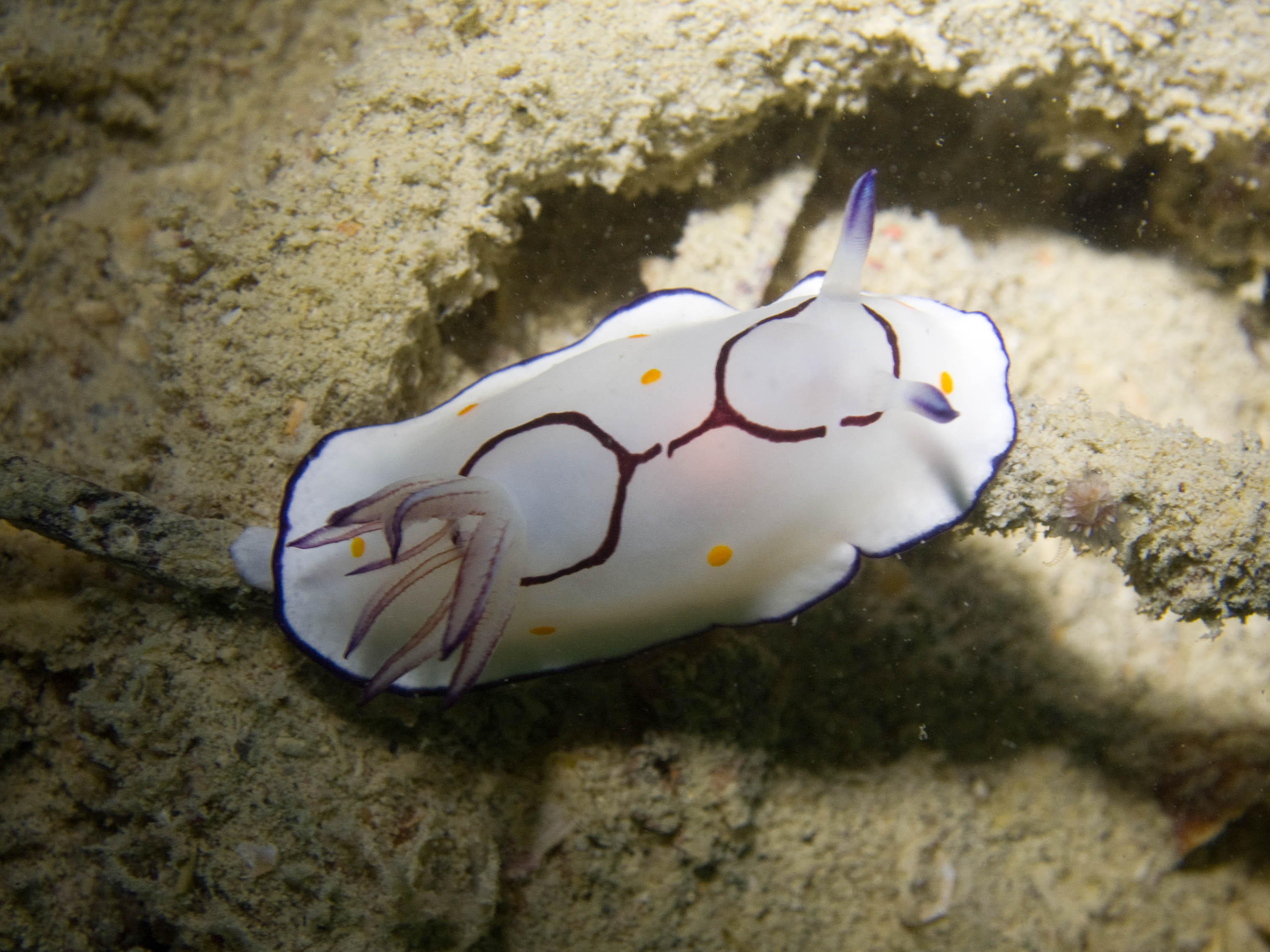
Goniobranchus annulatus
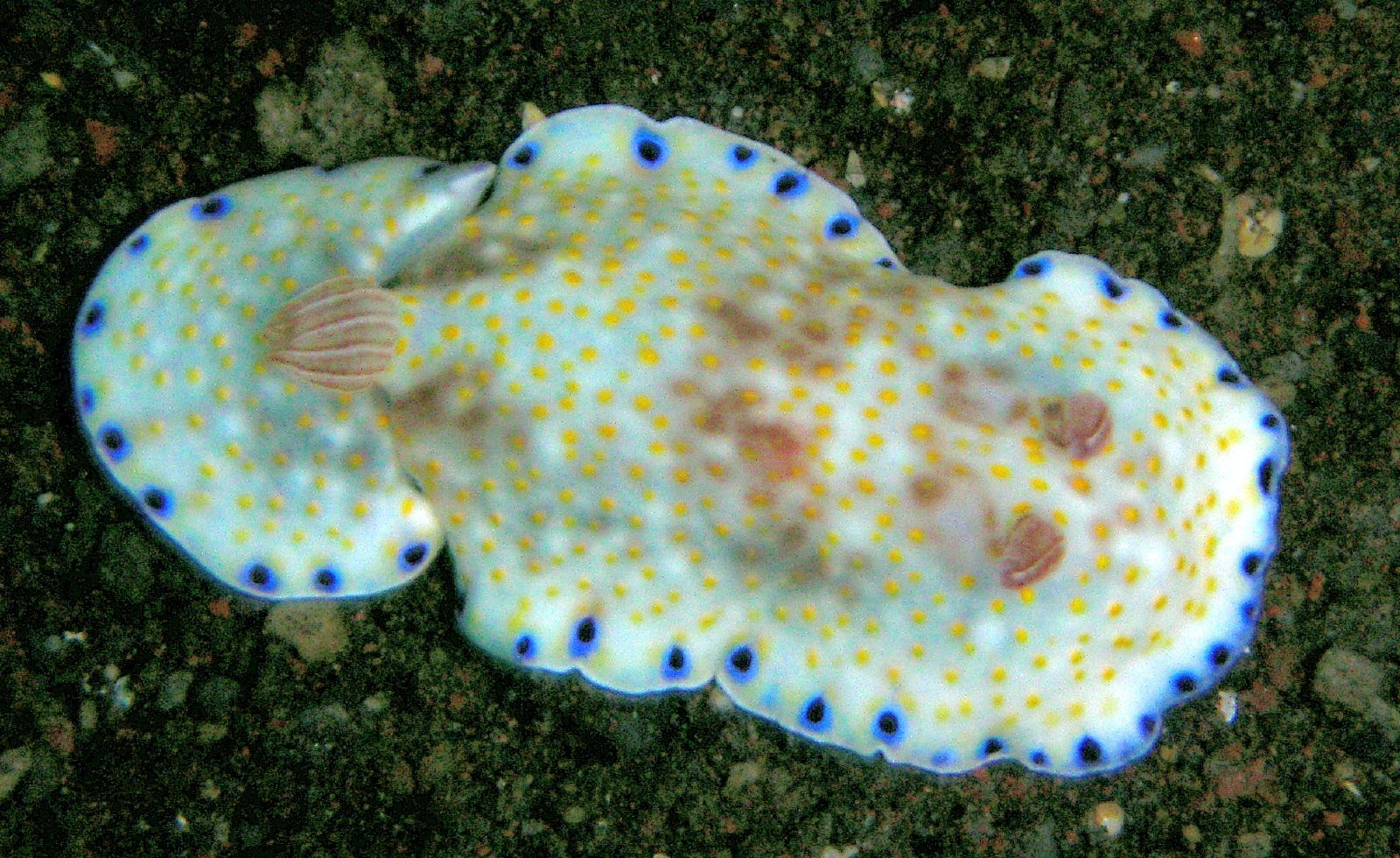
Goniobranchus aureopurpureus
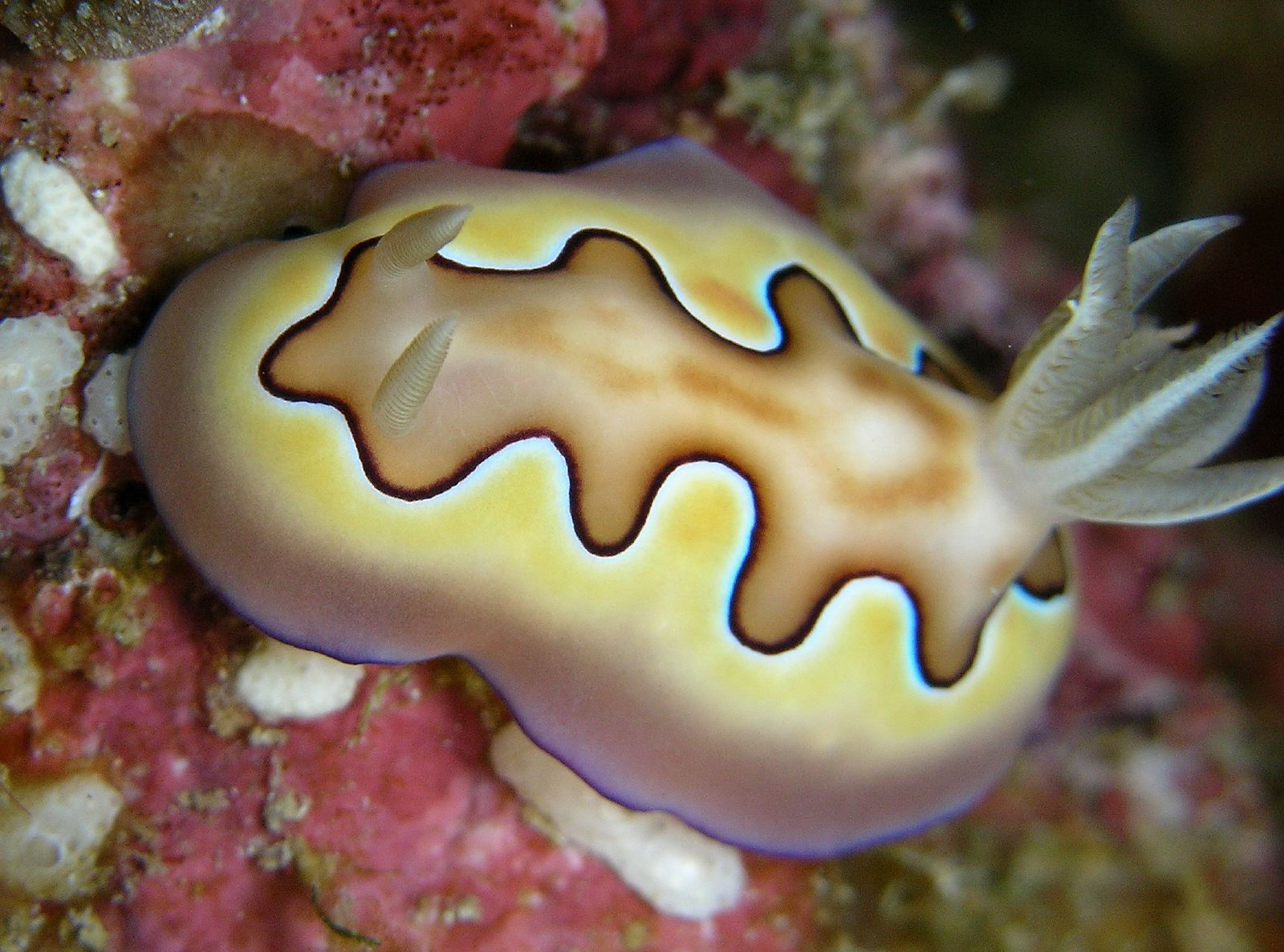
Goniobranchus coi
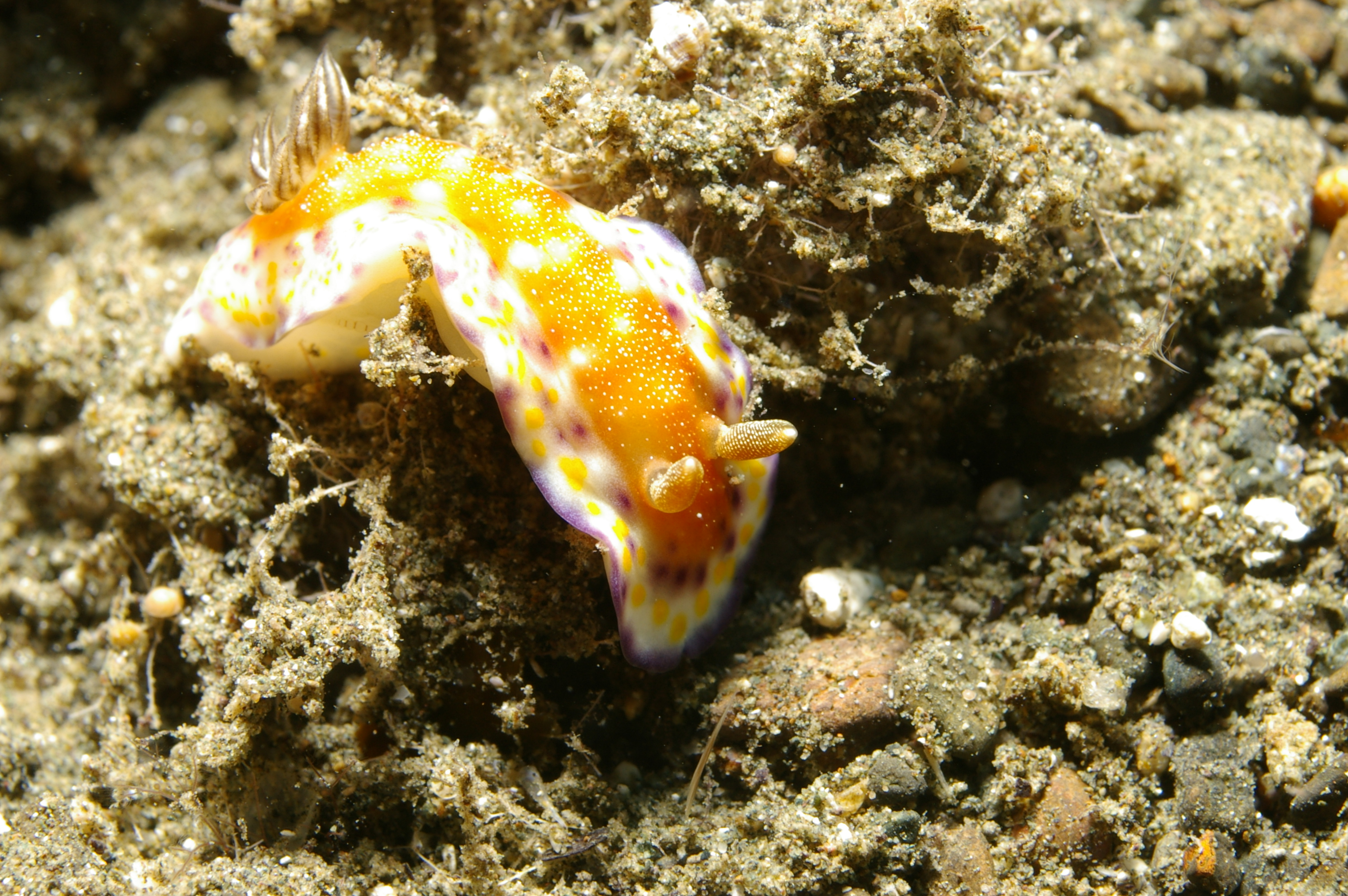
Goniobranchus collingwoodi
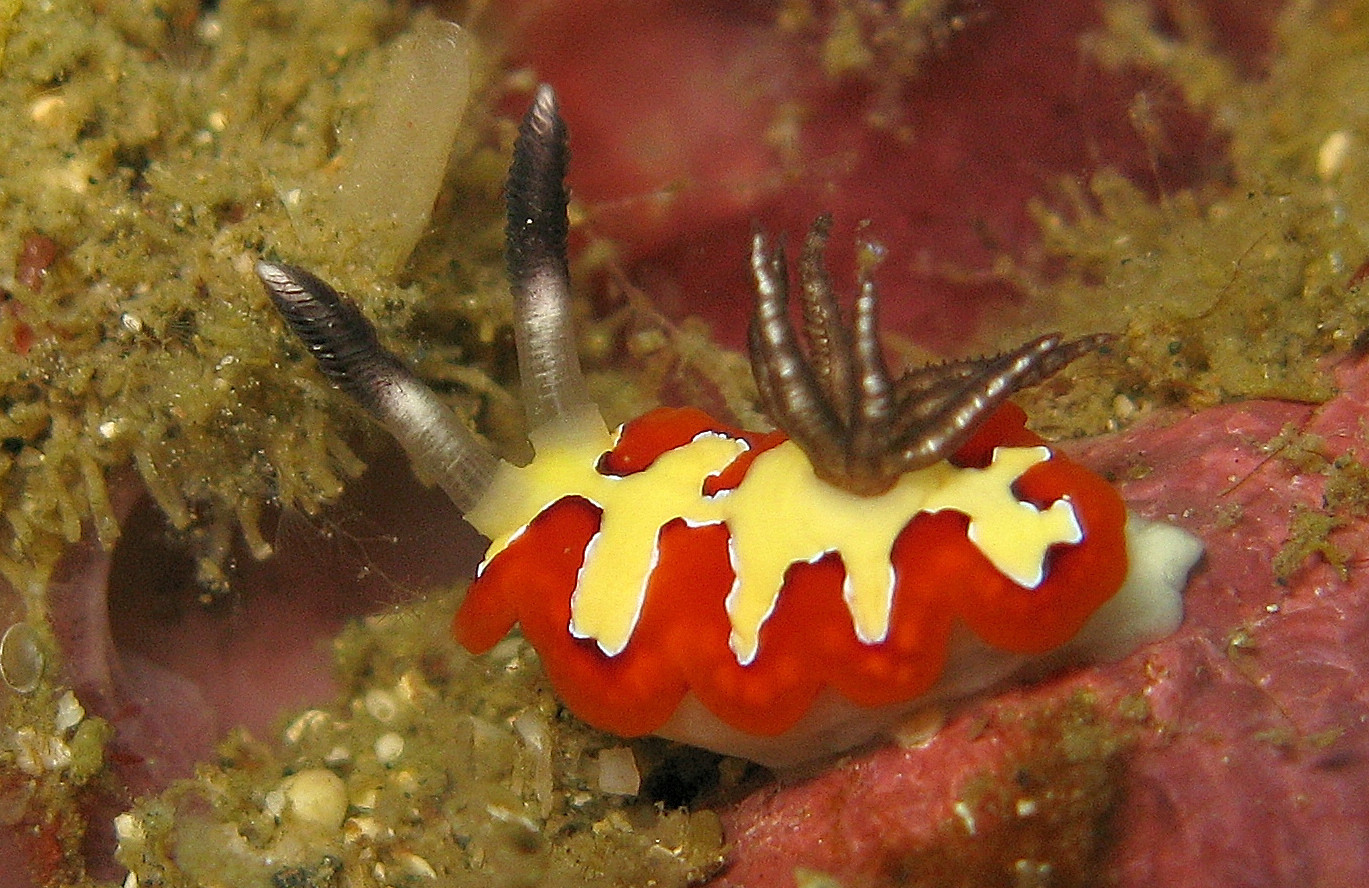
Goniobranchus fidelis
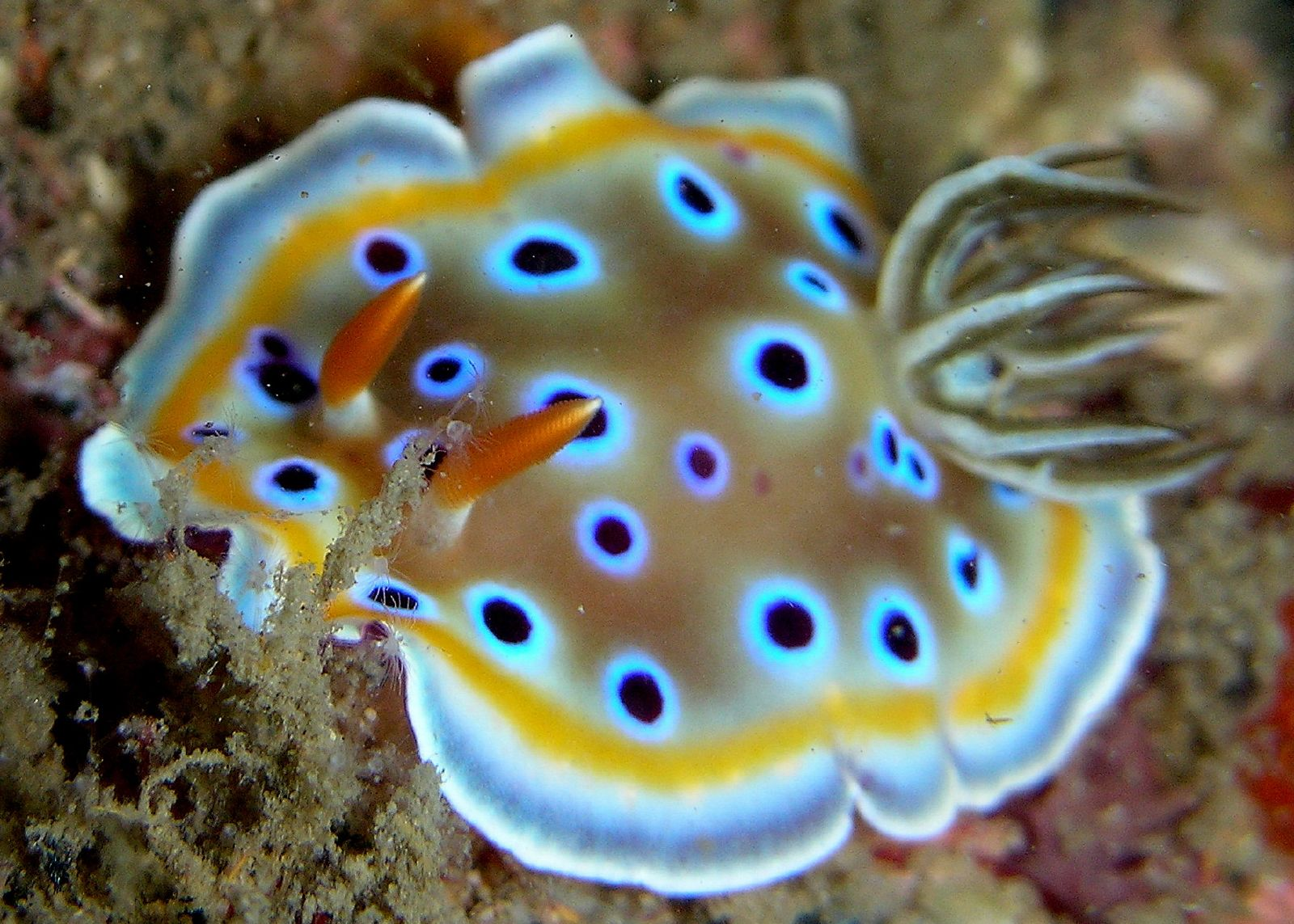
Goniobranchus geminus
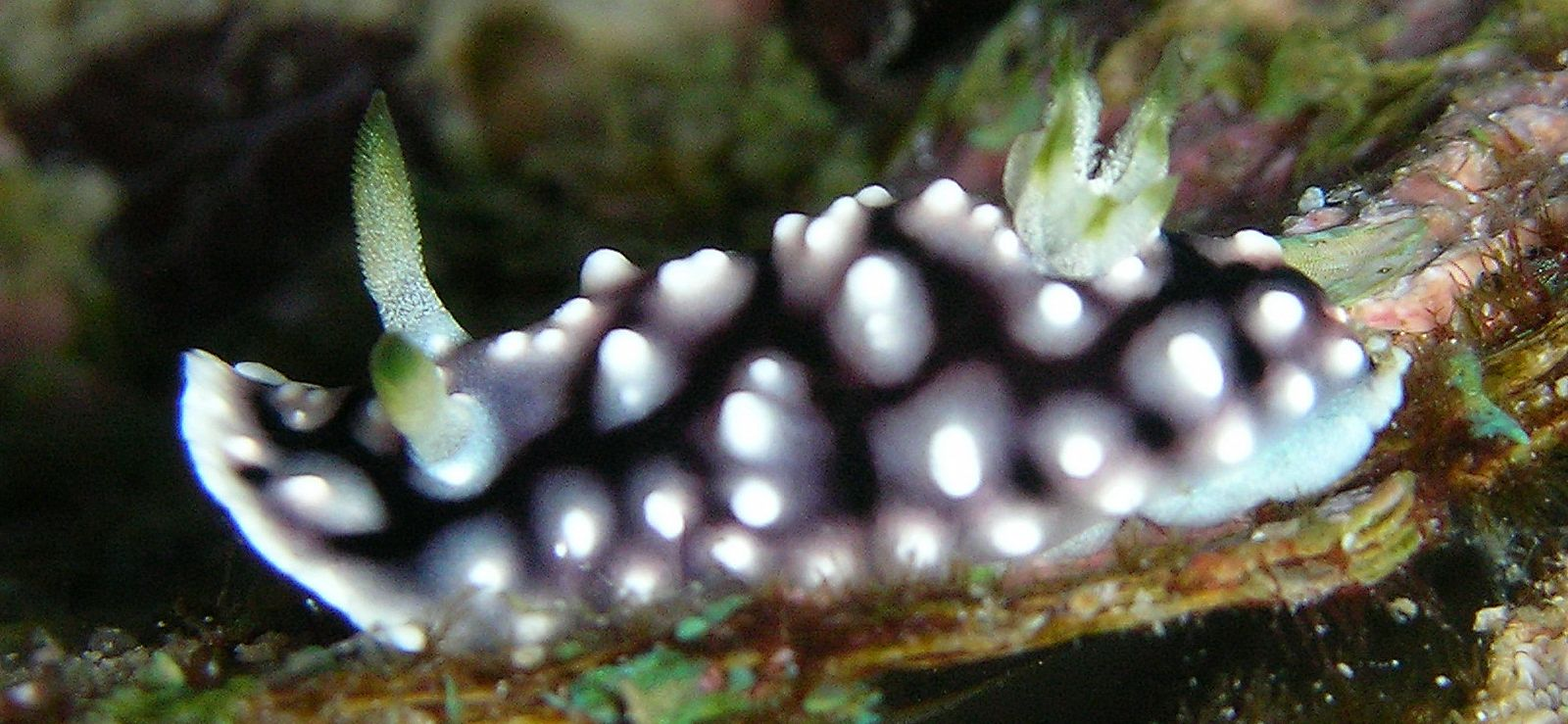
Goniobranchus geometricus
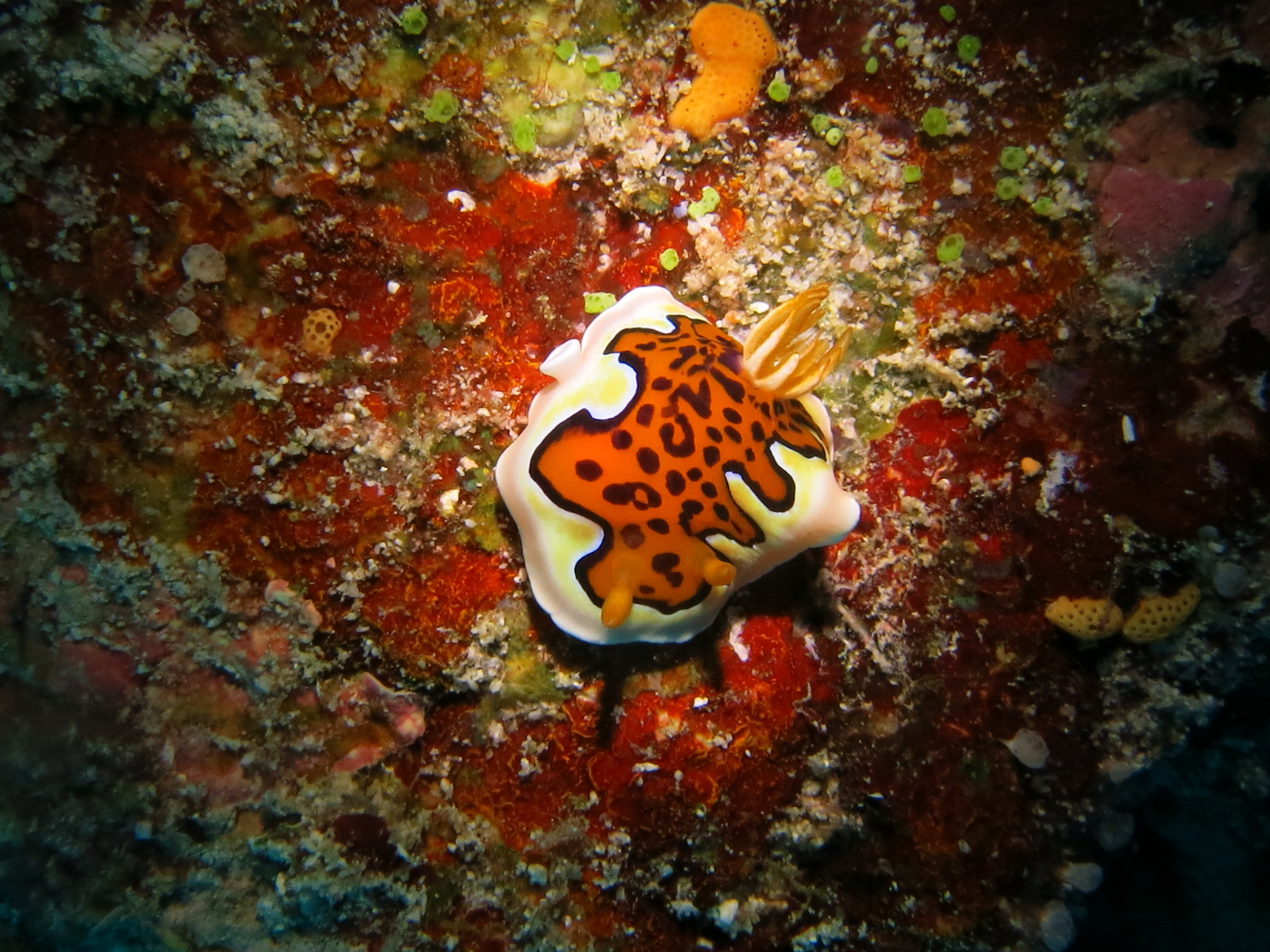
Goniobranchus gleniei
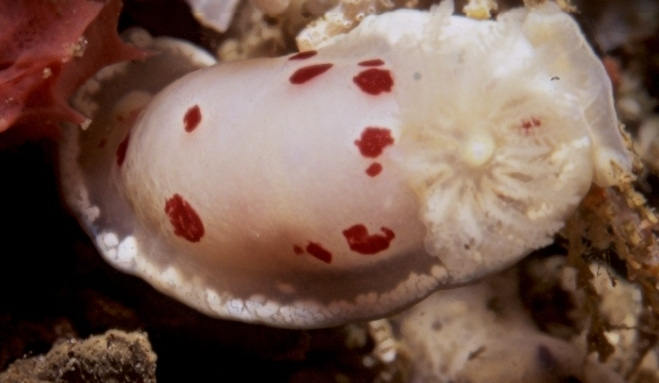
Goniobranchus heatherae
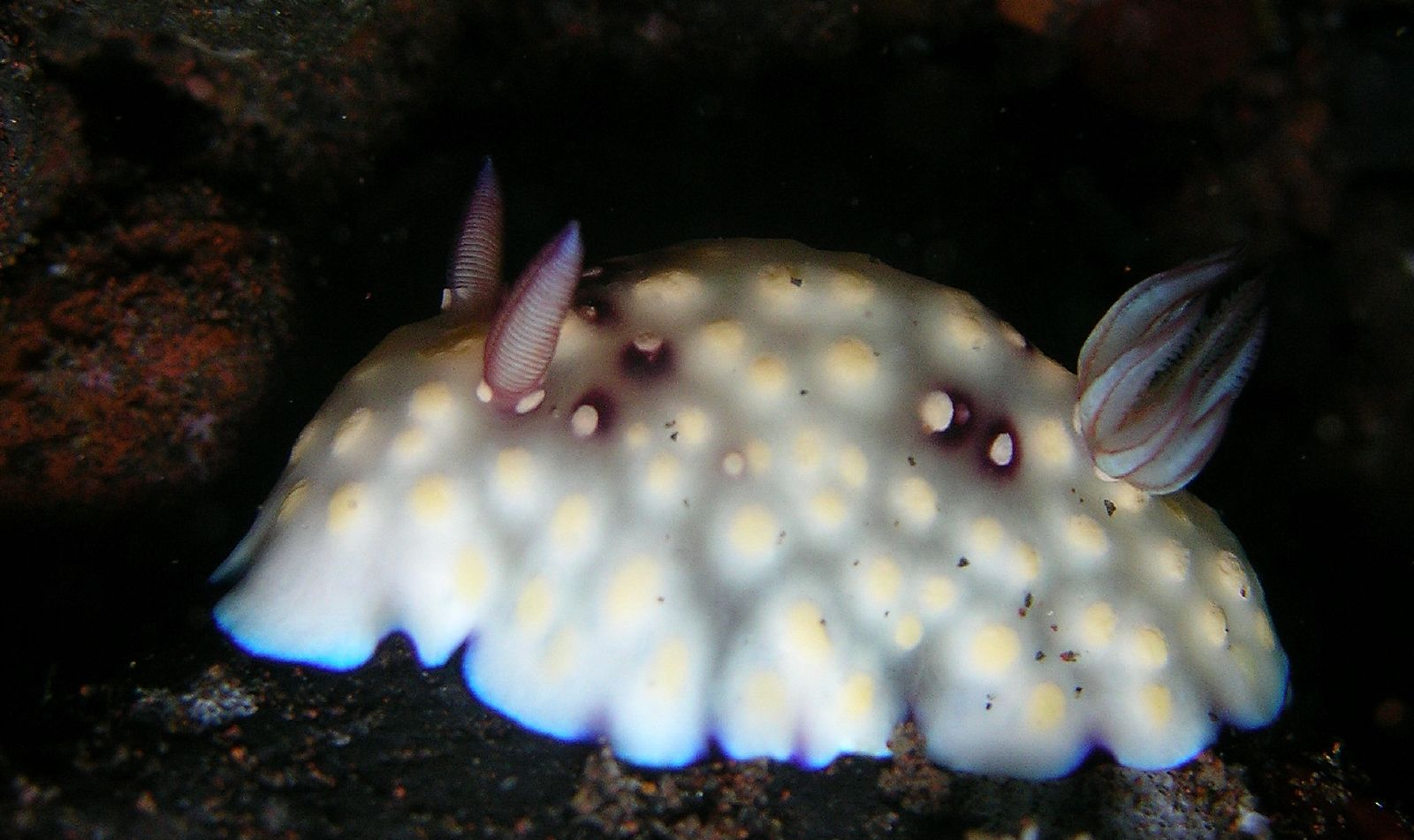
Goniobranchus hintuanensis
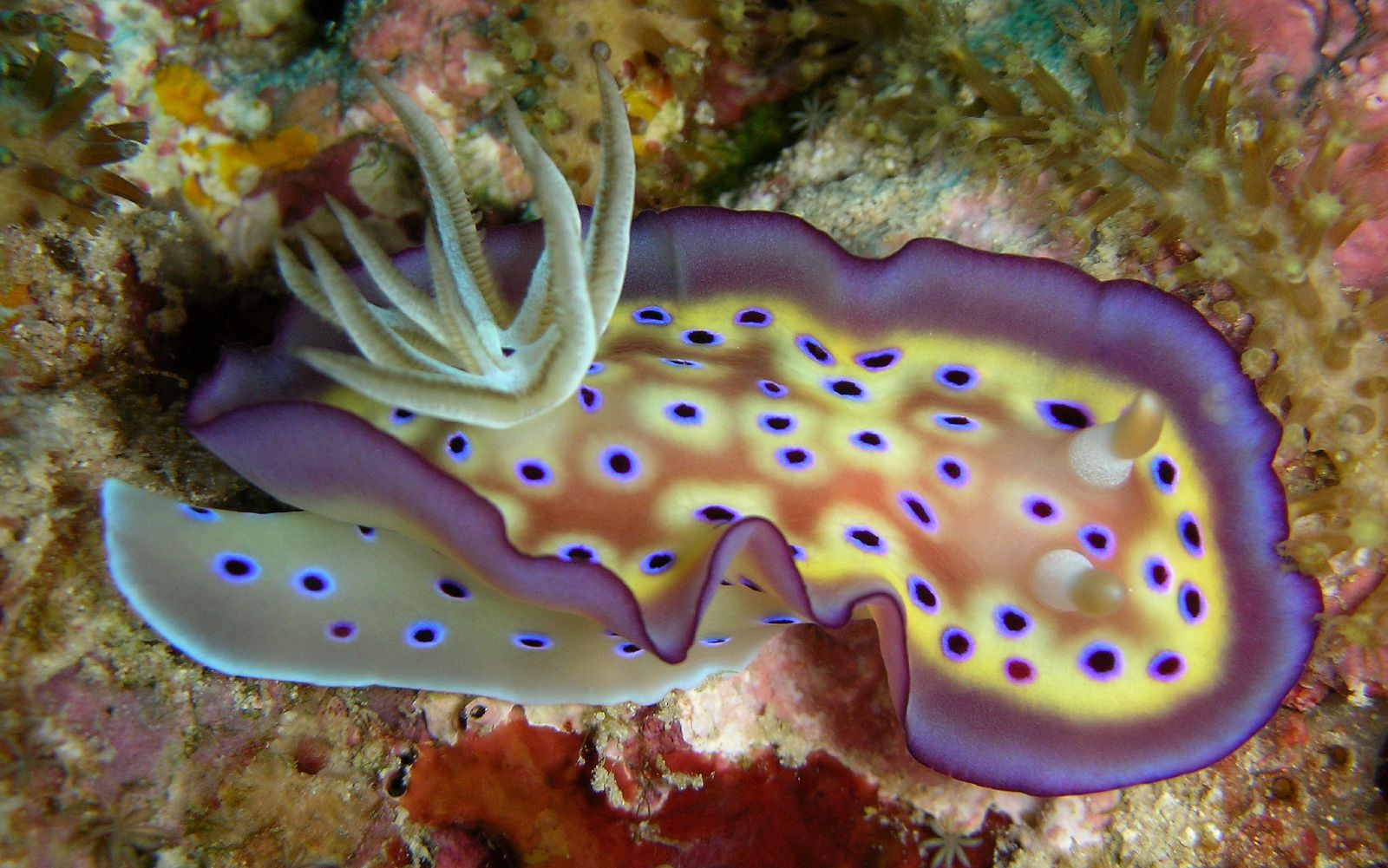
Goniobranchus kuniei
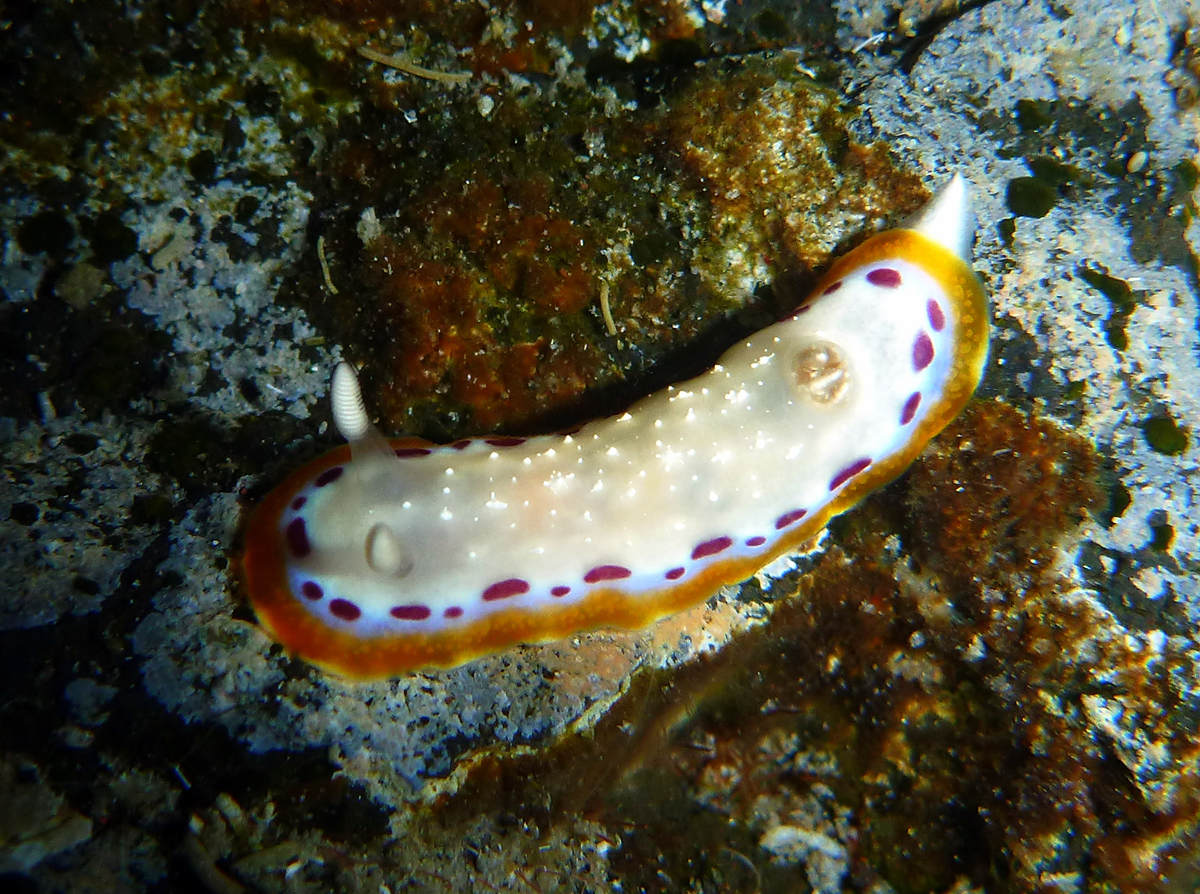
Goniobranchus lekker
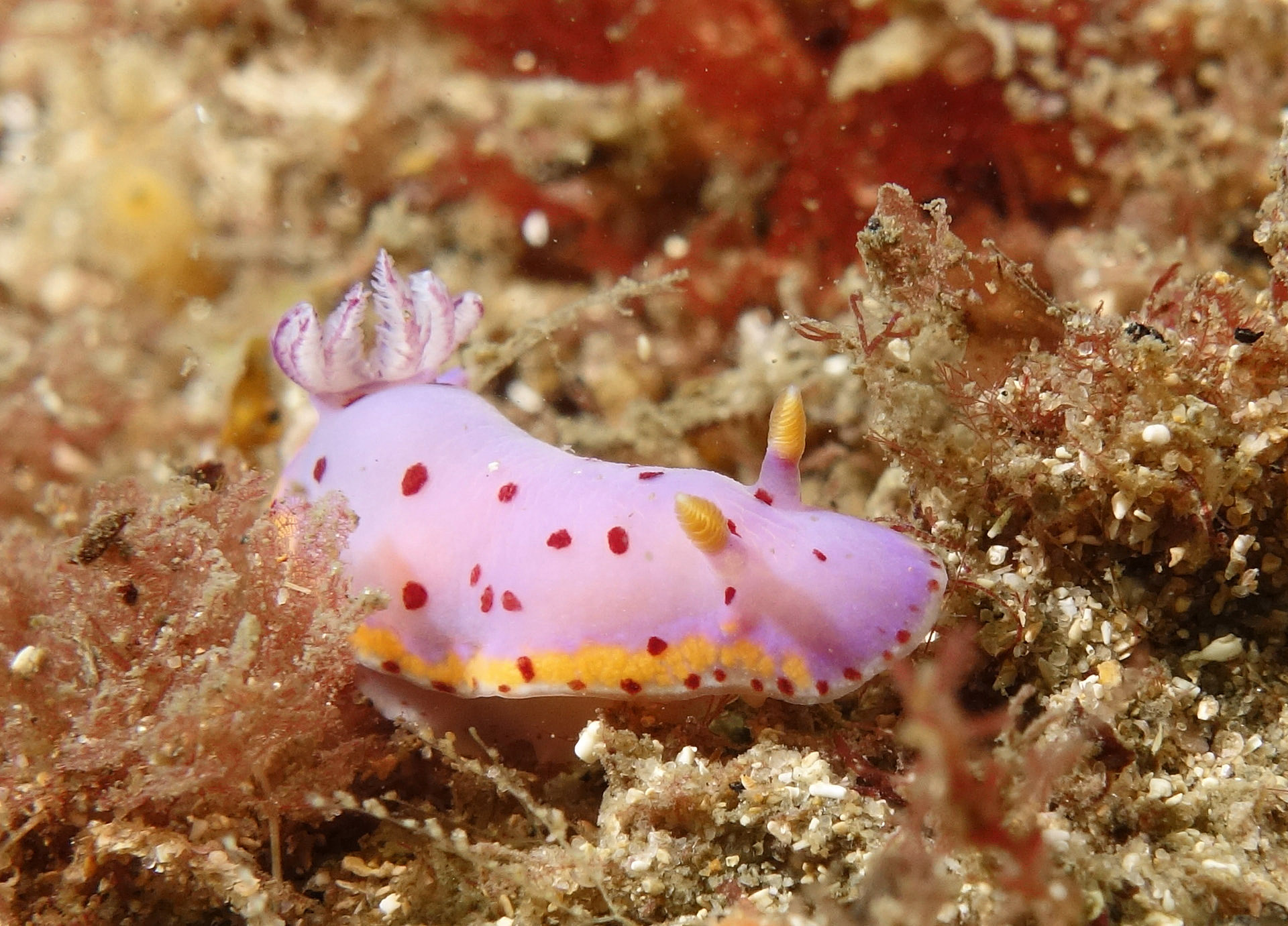
Goniobranchus loringi
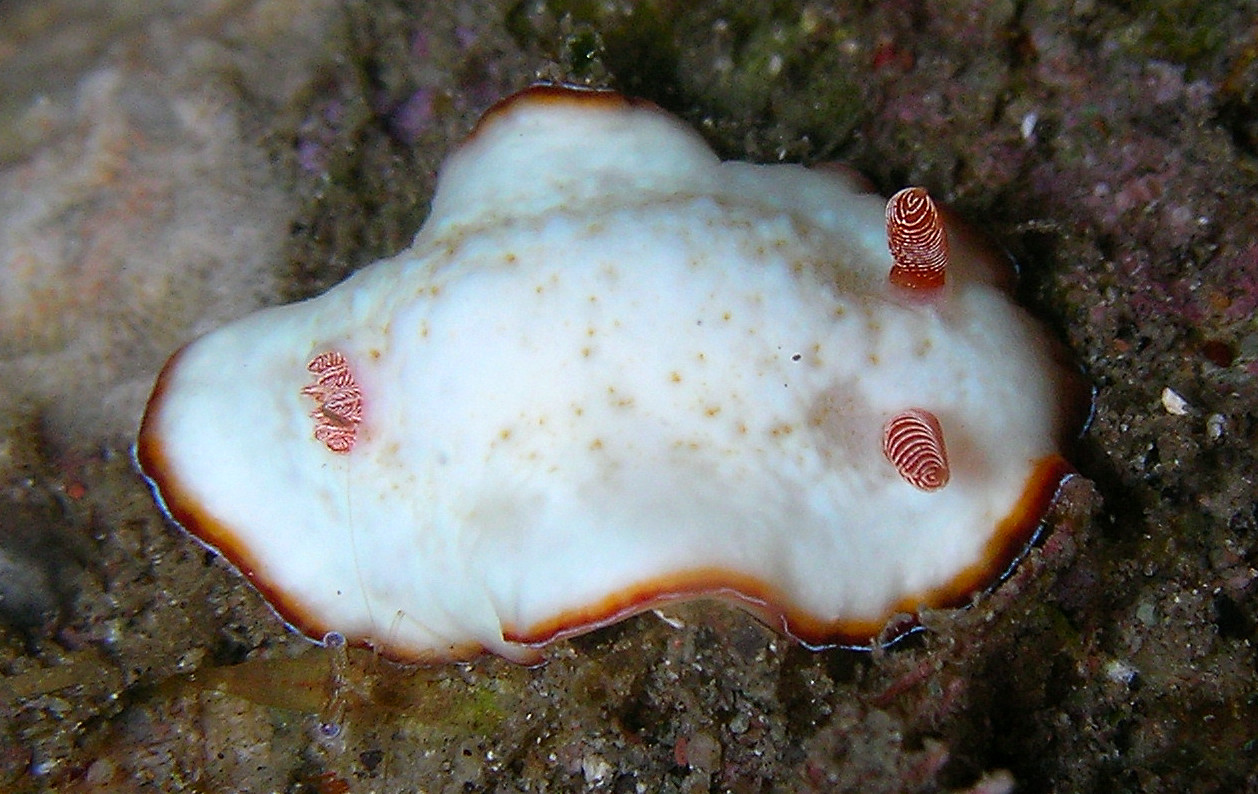
Goniobranchus preciosus
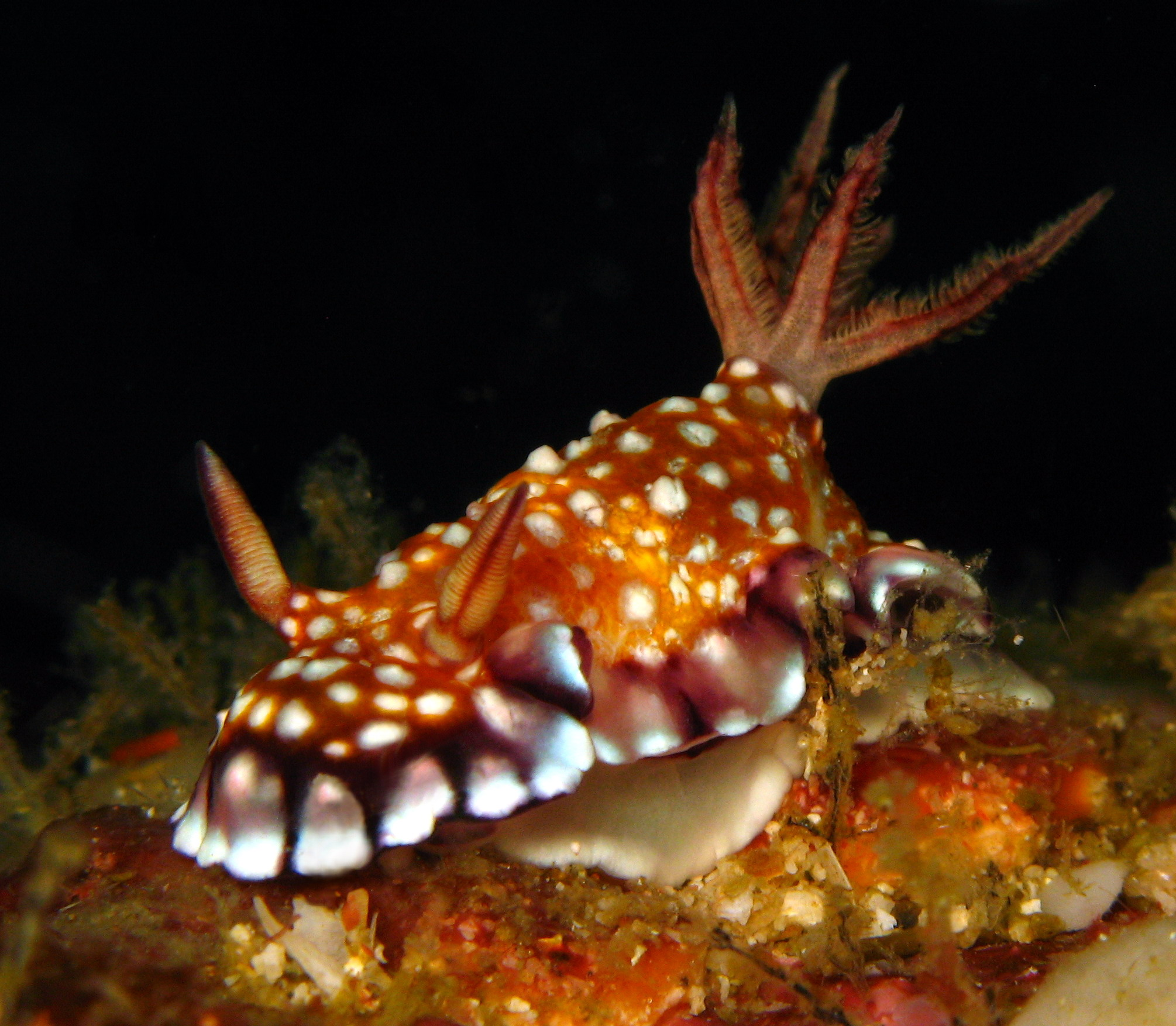
Goniobranchus roboi
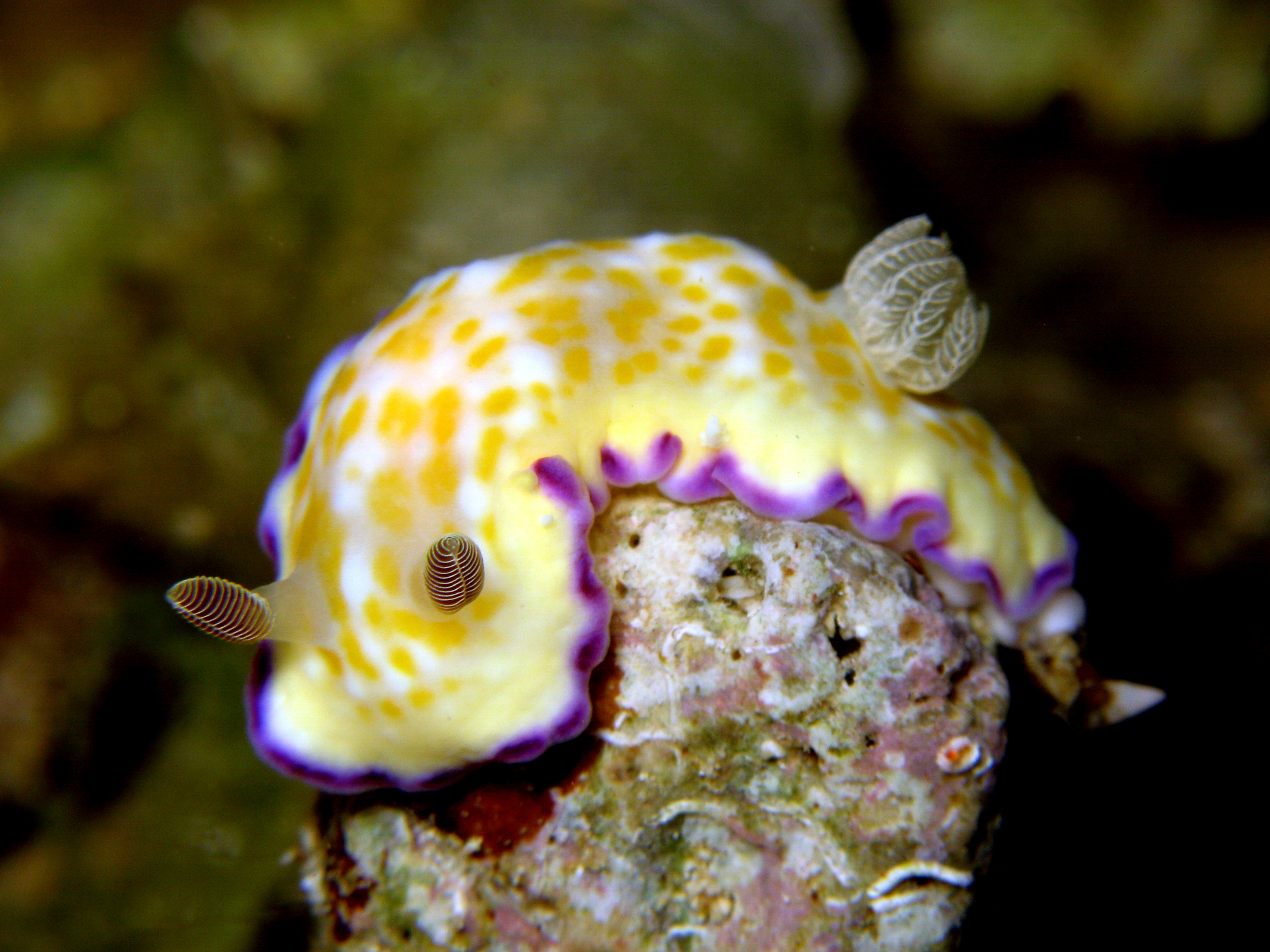
Goniobranchus rufomaculatus
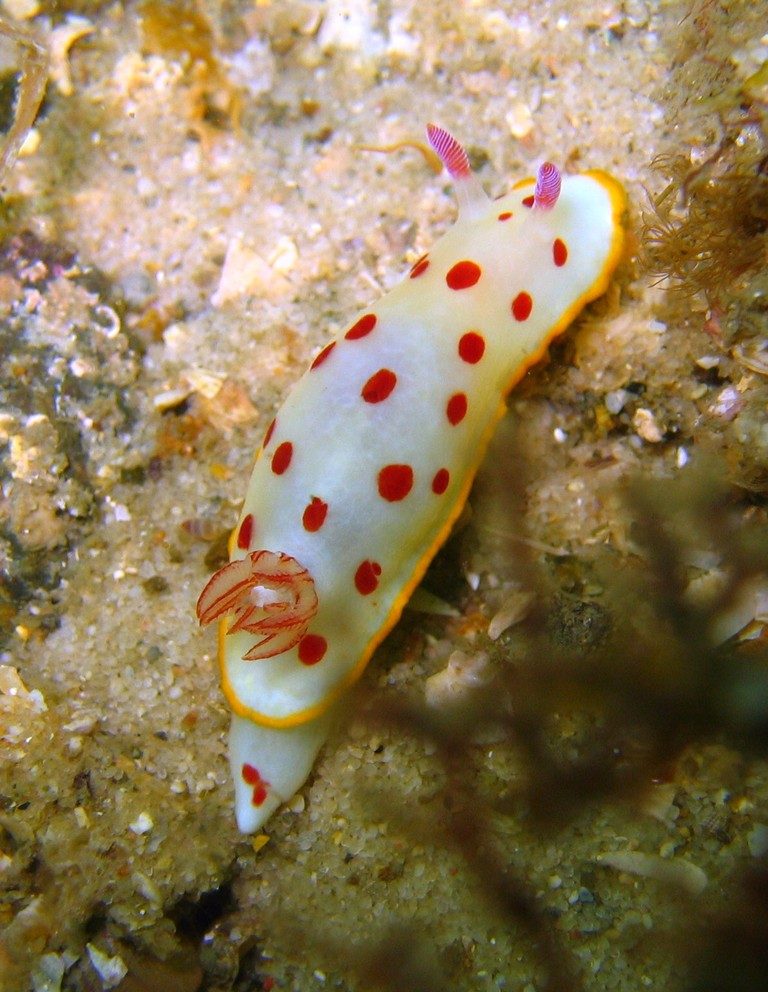
Goniobranchus splendidus
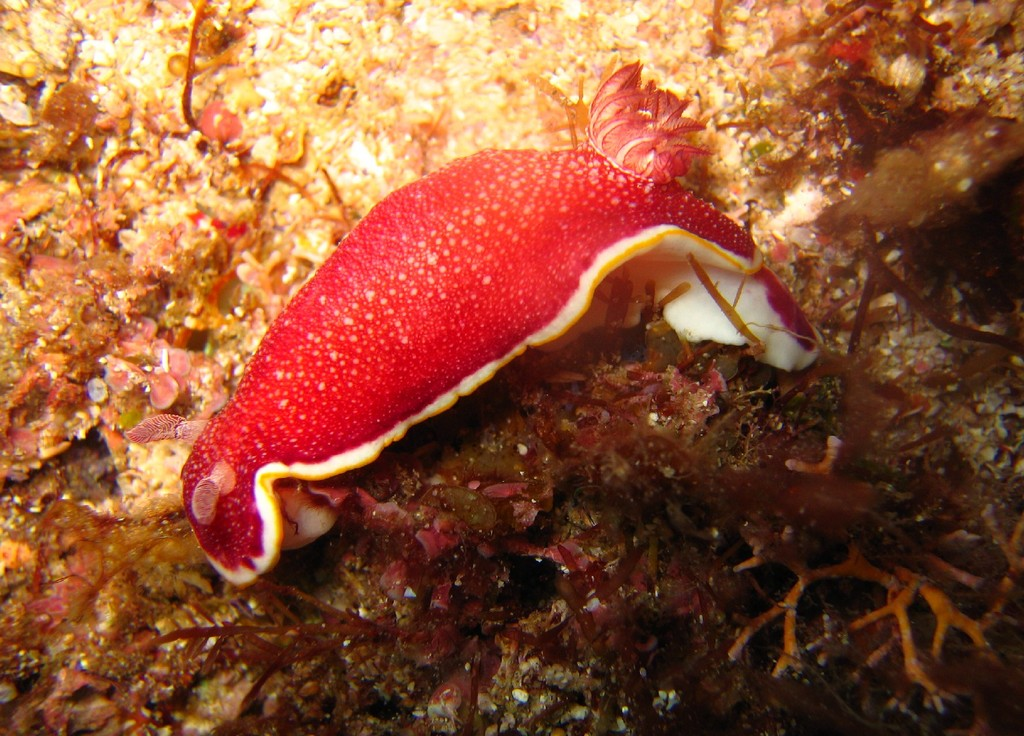
Goniobranchus tinctorius
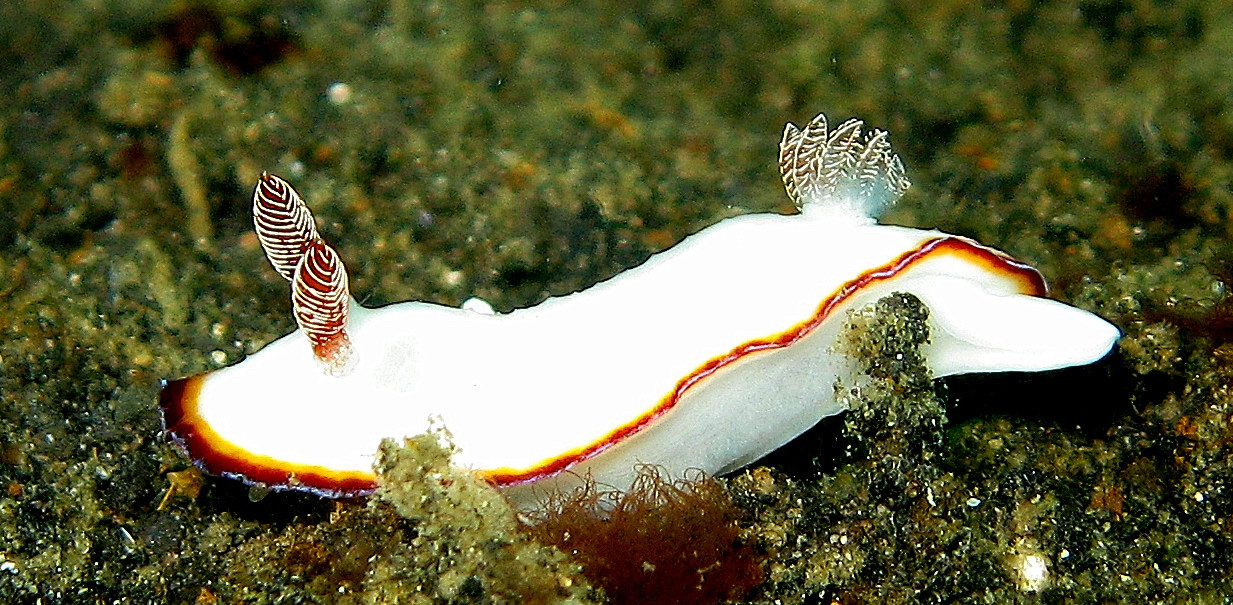
Goniobranchus verrieri
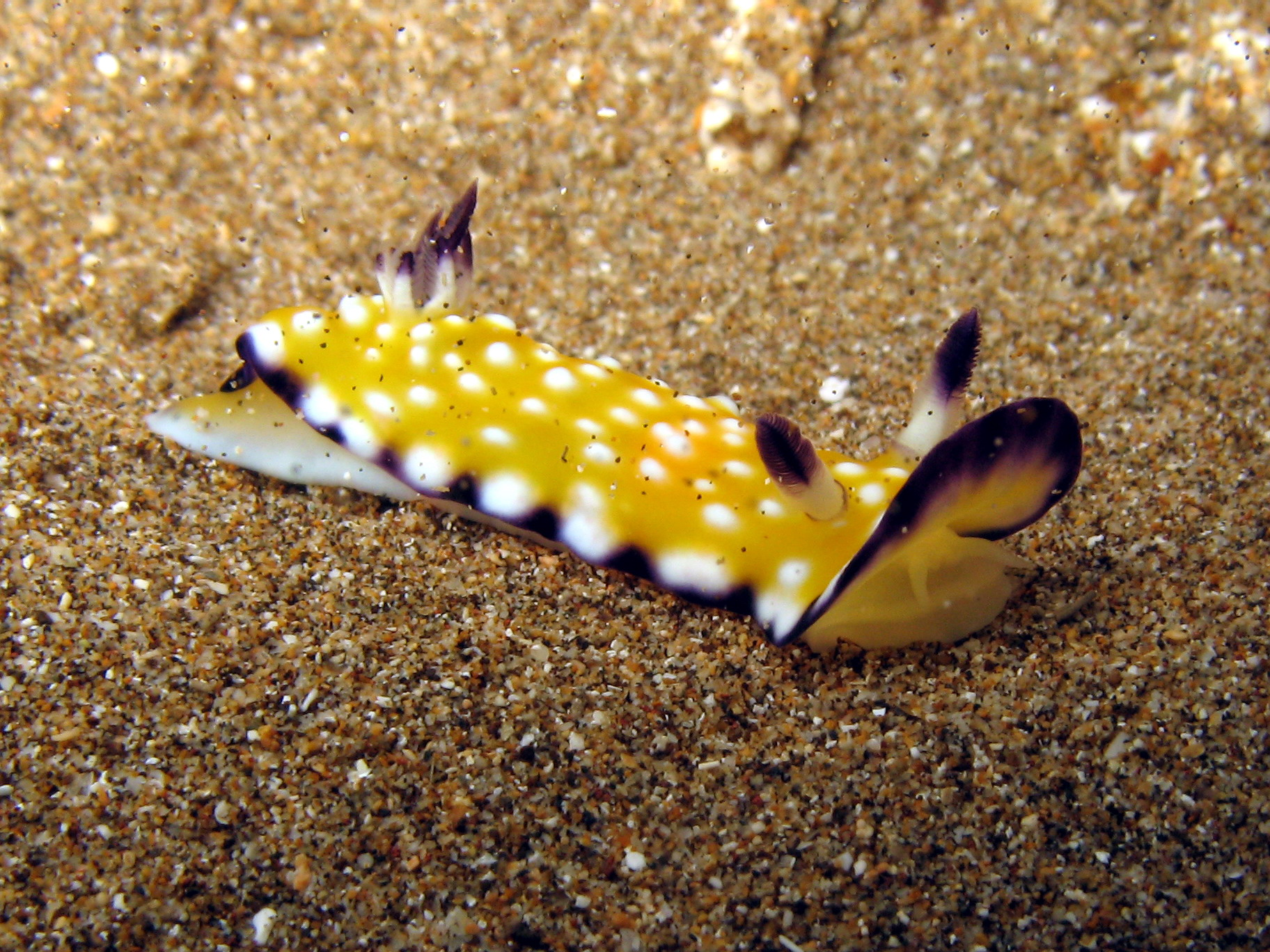
Goniobranchus vibratus